# Mount Everest
Mount Everest je z 8848,86 metri nadmorske višine najvišja gora na Zemlji. Njegov vrh in greben predstavljata mejo med Nepalom in Tibetom.
Do leta 1921 se Mount Everestu noben Evropejec ni smel približati na manj kot 80 kilometrov. Prvi vzponi v Everestu so se začeli leta 1921, ko se je na goro odpravila prva odprava.
29. maja 1953 sta se novozelandski alpinist Edmund Hillary in šerpa Tenzing Norgay prva povzpela na Everest. 16. maja 1975 je Japonka Džunko Tabei postala prva ženska, ki je stopila na najvišji vrh sveta. Kot prvima Slovencema je to uspelo 13. maja 1979 Andreju Štremflju in Nejcu Zaplotniku. Reinholdu Messnerju je 20. avgusta 1980 ta podvig kot prvemu uspel brez dodatnega kisika. 7. oktobra 2000 je Davo Karničar opravil neprekinjen spust na smučeh z vrha do baznega tabora.

## Ime
V Nepalu (v sanskrtu) je gora znana pod imenom Sagarmāthā (IAST transkripcija) ali Sagar-Matha (सगरमाथा, [sʌɡʌrmatʰa], lit. »boginja neba«), in se prevaja kot »čelo neba«.
Tibetansko ime za Everest je Qomolangma (romanizirano Čomolungma - ཇོ་མོ་གླང་མ, lit. »sveta mati«). Iz te besede izhaja kitajsko ime: 珠穆朗玛峰 (pinjin: Zhūmùlǎngmǎ Fēng). Ime je bilo prvič zabeleženo (v kitajski transkripciji) v Kangxi atlasu iz leta 1721, izdanem med vladavino cesarja Qing Kangxi. Na zahodu se je ime prvič pojavilo leta 1733 kot Tchoumour Lancma na zemljevidu, ki ga je pripravil francoski geograf D'Anville in temelji na atlasu Kangxi.
Britanska geografska raziskava iz leta 1849 je poskušala ohraniti lokalna imena, kadar je bilo to mogoče (npr. Kangčendzenga in Daulagiri). Vendar pa je Andrew Waugh, britanski generalni geodet Indije, trdil, da ni mogel najti splošno uporabljanega lokalnega imena in da je bilo njegovo iskanje oteženo zaradi nepalske in tibetanske politike izključevanja tujcev. Waugh je trdil, da bi zaradi številnih lokalnih imen bilo težko dati prednost enemu imenu.
Do leta 1856 se je gora imenovala Peak XV (Vrh XV), tega leta pa so jo poimenovali po siru Georgeu Everestu, nekdanjemu predstojniku britanskega zemljemerskega urada v Indiji. Everest je nasprotoval tej časti in je leta 1857 Kraljevemu geografskemu združenju povedal, da se »Everest« ni mogoče zapisati v hindijščini niti izgovoriti »domačinom Indije«. Kljub njegovim ugovorom je Waughov predlog prevladal in Kraljeva geografska družba je leta 1865 uradno sprejela ime »Mount Everest«.

### Druga imena
- »Peak XV" (Začasno ime, ki ga je določila British Imperial Survey)[17][18][19]
- »Deodungha" [20] (staro ime za Darjeeling)
- »Gauri Shankar«, »Gaurishankar« ali »Gaurisankar« (napačna dodelitev imena, ki se je občasno uporabljalo do približno leta 1900. V sodobnem času se ime uporablja za drug vrh, približno 48 km  stran.[21])

## Živalstvo in rastlinstvo
Na Everestu je zelo malo avtohtone flore in favne. Ena vrsta mahu uspeva na nadmorski višini 6.480 m in je morda rastlina, ki raste na najvišji nadmorski višini na svetu. Druga rastlina, imenovana Arenaria (peščenka),  raste v tej regiji pod 5.500 m. Študija, ki je temeljila na satelitskih podatkih, zbranih med leti 1993 in 2018, je pokazala, da se vegetacija na območju Everesta širi. Raziskovalci so odkrili rastline na območjih, ki so bila prej ocenjena kot gola in brez rastlinstva.
Na višini 6.700 metrov so odkrili majhnega črnega pajka skakača iz rodu Euophrys, kar ga verjetno uvršča med najvišje živeča znana ne-mikroskopska bitja na Zemlji. Druga vrsta Euophrys, E. everestensis, je bila odkrita na 5.030 m, ki se verjetno prehranjuje z žuželkami, ki jih tja zanese veter. Obstaja velika verjetnost mikroskopskega življenja na še višjih nadmorskih višinah.
Tibetanska gos je vrsta ptice, ki vsako leto seli čez Himalajo in so jo opazili leteti na višjih nadmorskih višinah gore. Leta 1953 je George Lowe (del Tenzingove in Hillaryjeve odprave) izjavil, da je videl tibetanske gosi, ki so letele nad vrhom Everesta. Drugo ptičjo vrsto, planinski vran, so opazili na južnem sedlu na višini do 7.920 m. Planinske kavke so bile opažene na višini do 7.900 m..
Jake pogosto uporabljajo za vleko opreme za vzpone na Mount Everest. Nosijo lahko približno 100 kg, imajo debelo dlako in velika pljuča, ki jim omogočajo učinkovito dihanje na visokih nadmorskih višinah. Druge živali na tem območju so med drugim himalajski tar in snežni leopard. Himalajski črni medved se nahaja do približno 4.300 m. Na tem območju je prisotna tudi rdeča panda. Ena izmed odprav je na tem območju odkrila nepričakovano širok razpon živalskih vrst, vključno s žvižgačem in desetimi novimi vrstami mravelj.

## Klima
Mount Everest ima podnebje večnega mraza (Köppen EF ) s povprečnimi temperaturami, ki so vse mesece krepko pod lediščem..
| Podnebni podatki za Mount Everest | Podnebni podatki za Mount Everest | Podnebni podatki za Mount Everest | Podnebni podatki za Mount Everest | Podnebni podatki za Mount Everest | Podnebni podatki za Mount Everest | Podnebni podatki za Mount Everest | Podnebni podatki za Mount Everest | Podnebni podatki za Mount Everest | Podnebni podatki za Mount Everest | Podnebni podatki za Mount Everest | Podnebni podatki za Mount Everest | Podnebni podatki za Mount Everest | Podnebni podatki za Mount Everest |
| Mesec                             | Jan                               | Feb                               | Mar                               | Apr                               | Maj                               | Jun                               | Jul                               | Avg                               | Sep                               | Okt                               | Nov                               | Dec                               | Letno                             |
| --------------------------------- | --------------------------------- | --------------------------------- | --------------------------------- | --------------------------------- | --------------------------------- | --------------------------------- | --------------------------------- | --------------------------------- | --------------------------------- | --------------------------------- | --------------------------------- | --------------------------------- | --------------------------------- |
| Povprečna min. temperatura °C     | −36                               | −35                               | −32                               | −31                               | −25                               | −20                               | −18                               | −18                               | −21                               | −27                               | −30                               | −34                               | −36                               |
| Vir:                              |                                   |                                   |                                   |                                   |                                   |                                   |                                   |                                   |                                   |                                   |                                   |                                   |                                   |

### Klimatske spremembe
Bazni tabor za odprave na Everest s sedežem v Nepalu se nahaja poleg ledenika Khumbu. Zaradi podnebnih sprememb se ta ledenik hitro topi in postaja nestabilen, kar predstavlja resno tveganje za varnost plezalcev. Kot je priporočil odbor, ki ga je oblikovala nepalska vlada za pomoč in nadzor nad alpinizmom v regiji Everesta, je Taranath Adhikari, generalni direktor nepalskega oddelka za turizem, dejal, da nameravajo bazni tabor premakniti na nižjo nadmorsko višino. To bi za plezalce pomenilo daljšo razdaljo med baznim taborom in taborom 1. Kljub temu je sedanji bazni tabor še vedno dovolj stabilen in uporaben za plezalce. Uradniki so napovedali, da bi se premik baznega tabora izvedel do leta 2024.

### Meteorologija
| Primerjava atmosferskega tlaka | Pritisk    | Pritisk | Referenca |
| Primerjava atmosferskega tlaka | kilopaskal | psi     | Referenca |
| ------------------------------ | ---------- | ------- | --------- |
| Vrh Olympus Mons               | 0,03       | 0,0044  | –         |
| Marsovo povprečje              | 0,6        | 0,087   | –         |
| Dno Hellas Planitia            | 1,16       | 0,168   | –         |
| Armstrongova meja              | 6,25       | 0,906   | –         |
| Vrh Mount Everesta             | 33,7       | 4,89    | [ 35 ]    |
| Zemlja morska gladina          | 101,3      | 14,69   | –         |
| Gladina Mrtvega morja          | 106,7      | 15,48   | [ 36 ]    |
| Venerino površje               | 9.200      | 1.330   | [ 37 ]    |

Leta 2008 so na višini približno 8.000 metrov vzpostavili novo vremensko postajo, ki je začela spremljati vremenske razmere. Ta projekt je izvedla organizacija SHARE (Stations at High Altitude for Research on the Environment), ki je leta 2011 prav tako postavila spletno kamero Mount Everesta. Vremenska postaja, ki deluje na sončno energijo, je postavljena Južnem sedlu.
Mount Everest je tako visok, da doseže zgornje plasti troposfere in prodre v spodnje plasti stratosfere. Zračni tlak na vrhu Everesta je na splošno nižji kot na morski gladin, približno tretjina. Zaradi velike nadmorske višine je vrh Everesta izpostavljen hitrim in izjemno hladnim vetrovnim strženom. Ti vetrovi so močni zračni tokovi, ki pihajo visoko v atmosferi. Veter pogosto doseže 160 km/h.; Februarja 2004 so na vrhu zabeležili hitrost vetra 280 km/h.
Močni vetrovi na vrhu Everesta lahko povzročijo resne težave plezalcem, saj jih lahko odpihnejo v razpoke ali pa (po Bernoullijevem principu) dodatno znižajo zračni tlak, kar zmanjša razpoložljiv kisik za do 14 odstotkov. Plezalci poskušajo načrtovati svoje vzpone v času, ko so vremenske razmere najbolj ugodne. Najboljši čas za vzpon je običajno 7 do 10 dni spomladi ali jeseni, ko se začne ali konča sezona azijskih monsunov.

## Plezanje
Za pristop na goro obstajata dve glavni smeri:
- severozahodni greben in
- jugovzhodni greben

Jugovzhodni greben je tehnično lažji. Pot prek njega poteka po nepalski strani in je bila uporabljena pri prvem pristopu Hillaryja in Norgaya. Več pristopov poteka po njej, kar lahko pripisujemo tudi dejstvu, da je Tibet, prek katerega poteka pot čez severozahodni greben, od leta 1949 za tujce težko dostopen. 
Večina poskusov vzpona se izvaja aprila in maja. Takrat so vremenske razmere najbolj ugodne (čas pred poletnim monsunom, veter na gori je relativno miren). Pri vzponih imajo veliko vlogo pripadniki Šerp, nepalskega ljudstva, ki opravljajo službo višinskih nosačev in opremljajo goro z vrvmi. Njihovo znanje plezanja se je s porastom plezalskih odprav v Nepal močno izboljšalo.
Danes odprave, ki se odločijo za vzpon prek jugovzhodnega grebena, navadno pristanejo v Lukli (2860 m) ter nato pešačijo do baznega tabora na 5380 m. Pot traja 6-8 dni, upoštevajoč, da je potrebna aklimatizacija na višino. V baznem taboru se dokončno aklimatizirajo. Medtem šerpe in nekateri plezalci urejajo pot čez Ledeni slap (ledenik Khumbu), ki predstavlja veliko nevarnost zaradi podirajočih se serakov in ledeniških razpok. Pot čez slap je treba začeti že zgodaj, saj se z dnevno toploto nevarnost še poveča. Nad ledenikom navadno stoji prvi višinski tabor (6065 m). Naslednji tabor postavijo v Zahodni globeli (6500 m) in se vzpnejo prek pobočja Lhotse do tabora 3 na 7470 m. Do tabora 4, ki stoji na Južnem sedlu (7986 m), jih loči še Rumeni pas, odsek sedimentnega peščenjaka. Vzpon na vrh se iz četrtega tabora začne že kmalu po polnoči, saj morajo plezalci premagati še skoraj 1000 m višinske razlike. V taki višini se kmalu pojavijo težave, zato nimajo na voljo veliko časa za poskus vzpona. Če vreme ni pravo, je spust po nekaj dneh čakanja že nujen. Velika nevarnost so tudi ozebline. Vzpon traja 10 do 12 ur. Plezalci najprej priplezajo na južni vrh (8750 m) in nato nadaljujejo po grebenu. Zadnja večja zapreka pred vrhom gore je Hillaryjeva stopnja. To je 15 metrov visok, navpičen alpinistični odsek med južnim vrhom Mount Everesta (8754 m) in vrhom Mount Everesta (8844,43 m). Vznožje Hillaryjeve stopnje je na 8776 m. Danes jo premagajo s pomočjo vrvi, ki so jih predhodno pritrdili Šerpe. 
Vzpon prek severovzhodnega grebena se začne na ledeniku Rombuk. Everest je najvišji izmed 14-ih gorà, ki presegajo 8000 m in jih imenujemo osemtisočaki.

### Izbrani plezalni rekordi
Ob koncu plezalne sezone leta 2010 je bilo na Everst izvedenih 5.104 vzponov. Nekateri pomembnejši »prvi« vzponi so:
- 1922 – Prvi vzpon na 8.000 m - George Ingle Finch in general C. Geoffrey Bruce[48]
- 1952 – Prvi vzpon na South Col - švicarska ekspedicija na Mount Everest 1952
- 1953 – Prvi pristop na vrh - Tenzing Norgay in Edmund Hillary z britansko ekspedicijo na Mount Everest 1953
- 1975 – prva ženska, ki je stopila na Mount Everest - Junko Tabei[47]
- 1978 – Prvi pristop brez dodatnega kisika - Reinhold Messner in Peter Habeler[49]
- 1980 – Prvi samostojni pristop - Reinhold Messner[49]
- 1980 – Prvi zimski pristop - Leszek Cichy in Krzysztof Wielicki[50][51]
- 1988 – Prvi sestop s padalom - Jean-Marc Boivin[52]
- 1988 – Prvi ženski pristop brez dodatnega kisika - Lydia Bradey[53]
- 1998 – Najhitrejši vzpon na vrh preko jugovzhodnega grebena (South Col), brez dodatnega kisika - Kazi Sherpa (20 ur in 24 minut).[54][55][56]
- 2000 – Prvi sestop s smučmi - Davo Karničar[57]
- 2001 – Prvi pristop slepega plezalca - Erik Weihenmayer[58]
- 2004 – Najhitrejši pristop na vrh preko jugovzhodnega grebena (South Col), z dodatnim kisikom - Pemba Dorje Sherpa (8 ur in 10 minut).[59]
- 2007 –  Najhitrejši pristop na vrh preko severovhodnega grebena, brez dodatnega kisika - Christian Stangl (58 ur, 45 minut).[60][61][62]
- 2010 – Najmlajši plezalec na vrhu - Jordan Romero (13 let)[63]
- 2011/2013 – Največje število pristop na vrh - Apa Sherpa (21-krat; 10. maj 1990 – 11. maj 2011) in Phurba Tashi (21-krat; 1999–2013)[64]
- 2012 – Najstarejša ženska, ki je dosegla vrh - Tamae Watanabe (73 let)[65]
- 2013 – Najstarejši. ki je dosegel vrh - Yuichiro Miura (80 let)[66]

### Slovenci na vrhu Everesta
13. maja 1979 sta se na 8848 visoki Mount Everest povzpela Kranjčana Andrej Štremfelj in Nejc Zaplotnik, dva dni pozneje pa še trojna mednarodna naveza takratne jugoslovanske odprave, v kateri so bili Slovenec Stane Belak - Šrauf, Splitčan Stipe Božić in vodja šerp na odpravi Nepalec Ang Phu.
Slovenci na vrhu Everesta:
1. Jernej Zaplotnik, 13. maj 1979
2. Andrej Štremfelj, 13. maj 1979 in 7.oktober 1990
3. Stane Belak - Šrauf, 15. maj 1979
4. Viki Grošelj, 10. maj 1989
5. Marija Štremfelj, 7. oktober 1990
6. Janez Jeglič, 7. oktober 1990
7. Franc Pepevnik Aco, 22. maj 1997[68]
8. Pavle Kozjek, 23. maj 1997
9. Davo Karničar, 7. oktober 2000
10. Franc Oderlap, 7. oktober 2000
11. Tadej Golob, 9. oktober 2000
12. Matej Flis, 9. oktober 2000
13. Grega Lačen, 9. oktober 2000
14. Viki Mlinar, 21. maj 2005
15. Marko Lihteneker, 21. maj 2005
16. Roman Benet (IT), 17. maj 2007
17. Tomaž Jakofčič, 19. maj 2009
18. Tomaž Rotar, 16. maj 2017
19. Andej Gradišnik, 18. maj 2023